# Savinjska Gold Diggers
I Savinjska Gold Diggers sono una squadra di football americano di Žalec, in Slovenia; fondati nel 2008 come Žalec Gold Diggers, nel 2018 sono diventati Celje Gold Diggers per poi nel 2019 assumere il nome di Savinjska Gold Diggers.
Hanno vinto il campionato di secondo livello nel 2017.

## Dettaglio stagioni

### Tornei nazionali

#### Campionato

##### 1. SLAN
| Stagione | regular season | regular season | regular season | regular season | regular season | regular season | playoff | playoff | playoff | playoff | playoff | playoff      | playoff          |
|          | Vin            | Par            | Per            | Tot            | PF             | PS             | Vin     | Per     | Tot     | PF      | PS      | risultato    | avversaria       |
| -------- | -------------- | -------------- | -------------- | -------------- | -------------- | -------------- | ------- | ------- | ------- | ------- | ------- | ------------ | ---------------- |
| 2009-10  | 0              | 0              | 6              | 0              | 46             | 267            | 0       | 1       | 1       | 12      | 26      | Quarto posto | Maribor Generals |
| Totale   | 0              | 0              | 6              | 0              | 46             | 267            | 0       | 1       | 1       | 12      | 26      |              |                  |

Fonti: Enciclopedia del Football - A cura di Roberto Mezzetti

##### 2. SLAN
| Stagione | regular season | regular season | regular season | regular season | regular season | regular season | playoff | playoff | playoff | playoff | playoff | playoff       | playoff                 |
|          | Vin            | Par            | Per            | Tot            | PF             | PS             | Vin     | Per     | Tot     | PF      | PS      | risultato     | avversaria              |
| -------- | -------------- | -------------- | -------------- | -------------- | -------------- | -------------- | ------- | ------- | ------- | ------- | ------- | ------------- | ----------------------- |
| 2016     | 3              | 0              | 1              | 4              | 125            | 67             | -       | -       | -       | -       | -       | Secondo posto | -                       |
| 2017     | 2              | 0              | 1              | 3              | 68             | 40             | 1       | 0       | 1       | 15      | 14      | Campioni      | Ljubljana Silverhawks 2 |
| 2018     | 2              | 0              | 1              | 3              | 37+?           | 26+?           | 0       | 1       | 1       | 3       | 20      | Finale        | Alp Devils              |
| Totale   | 7              | 0              | 3              | 10             | 230+?          | 133+?          | 1       | 1       | 2       | 18      | 34      |               |                         |

Fonti: Enciclopedia del Football - A cura di Roberto Mezzetti

### Riepilogo fasi finali disputate
| Anno              | Luogo           | Evento  | Fase del torneo      | Incontro                                     | Risultato |
| 26 giugno 2010    | Šmartno ob Paki | SLAN    | Finale 3º - 4º posto | Maribor Generals - Žalec Gold Diggers        | 26 - 12   |
| 14 ottobre 2017   | Bakovci         | 2. SLAN | Finale               | Ljubljana Silverhawks 2 - Žalec Gold Diggers | 14 - 15   |
| 30 settembre 2018 | Rateče          | 2. SLAN | Finale               | Alp Devils - Celje Gold Diggers              | 20 - 3    |

## Palmarès
- 1 Campionato sloveno di 2º livello (2017)